# 久米島の久米仙
株式会社久米島の久米仙（くめしまのくめせん）は、沖縄県島尻郡久米島町に本社を置く日本の酒造（泡盛）メーカー。沖縄県内最大級の生産規模を誇る、泡盛の代表格。積極的に県外にも進出している。社名に「久米島の」と付けているのは、那覇市に「久米仙」を生産する久米仙酒造があるためで、両社は全くの別会社である。主力商品は「久米島の久米仙 ブラウン」である。

## 沿革
- 1949年1月1日 - 創業。
- 1970年 - 「合資会社仲里酒造」として法人化。
- 1975年 - 沖縄本島への出荷開始。
- 1993年 - 「株式会社久米島の久米仙」へ商号・組織変更。
- 2003年 - 全国での販売を開始。
- 2005年 - 米国への本格出荷開始。
- 2006年 - 中国への出荷開始。
- 2012年 - 日本酒造組合中央会から「泡盛の表示に関する公正競争規約」違反として警告処分。沖縄県から酒造組合を通じて警告処分を受けた商品の回収期間を明確にせよとの指導が入る。

## 処分
2012年警告処分（古酒の表示・貯蔵年数表示の違反）
沖縄県酒造組合連合会は、2012年3月6日、久米島の久米仙の下記商品に、「表示と異なる新酒が混和されていることが判明」したと発表した。
- 琉球泡盛久米島の久米仙 3年古酒 び 25% 720㎖
- 琉球泡盛久米島の久米仙 3年古酒 び 25% 1,800㎖
- 琉球泡盛久米島の久米仙 ホワイト12年古酒 35% 720㎖
- 琉球泡盛久米島の久米仙 古酒 35% 1,800㎖
- 琉球泡盛久米島の久米仙 ブラック5年古酒 40% 720㎖
- 琉球泡盛久米島の久米仙 ブラック7年古酒 43% 720㎖
- 琉球泡盛久米島の久米仙 球美18年古酒 43% 720㎖
- 琉球泡盛久米島の久米仙 古酒 43% 1,800㎖

処分の根拠となった規約は、「泡盛の表示に関する公正競争規約」の第4条第1項 (1) （古酒の表示）である。同規約では、「全量を3年以上貯蔵したもの又は仕次ぎしたもので、3年以上貯蔵した泡盛が仕次ぎ後の泡盛の総量の50パーセントを超えるものでなければ古酒と表示してはならない。」と定めている。つまり、3年以上寝かせた泡盛が半分以上入っていなければ「古酒」を名乗れないが、上記商品のすべてに、この要件を満たさないものがあったことを意味している。
2012年警告処分への対応
久米島の久米仙は、2012年3月7日、自社サイトに「お詫びとお知らせ」を掲載し、警告処分の対象となった商品を回収すると発表した。具体的には、「対象商品が、もし、お客様のお手元にございましたら、大変お手数ではございますが、下記送付先まで送料着払いにてお送りいただきますようお願いいたします。後日、同商品をお送りさせて頂きます。」と記した。

## 所在地
- 本社
  - 〒901-3101
  - 沖縄県島尻郡久米島町字宇江城2157番地
- 営業本部
  - 〒901-2134
  - 沖縄県浦添市港川2丁目3番3号